# ألف جونز (لاعب كرة قدم)
ألف جونز (بالإنجليزية: Alf Jones)‏ (2 مارس 1937 بليفربول في المملكة المتحدة - ) هو لاعب كرة قدم بريطاني في مركز الدفاع. لعب مع ليدز يونايتد وويغان أتلتيك ونادي مارين ‏ ولينكولن سيتي أف سي وليه جنيسيس ‏.